# レリクス 暗黒要塞
『レリクス 暗黒要塞』（レリクス あんこくようさい）は、1987年4月10日に日本のボーステックから発売されたファミリーコンピュータ ディスクシステム用アクションアドベンチャーゲーム。
主人公の「魂」を操作し、暗黒要塞の最上階に潜むヘルを倒して輝きの王女を救出する事を目的としている。同社のPC用ソフト『レリクス』（1986年）をモチーフとしながらも、家庭用ゲーム機への移植の際に大幅にアレンジされているが、乗り移り等のテイストは残されている。発売時には、取扱説明書の他にモンスターマニュアルも付属していた。
後に改良を加えて復刻されたWindows版が 『RELICS ANTHOLOGY』（2002年）に収録された後、2007年および2010年にプロジェクトEGGにて（登録会員のみながら）無料配信された。
雑誌媒体などにおいては、ディスクのロード回数の多さなどから否定的に評価される事が多かった。

## ゲーム内容

### システム
プレイヤーは、暗黒要塞に潜入した「魂（PC版とは違い、既に肉体を得ている）」を操作し、暗黒要塞の最上階に潜むヘルを倒し、輝きの王女を救い出すのが目的である。肉体は敵の攻撃や体当たりによってHPが減少し、HPがゼロになるとゲームオーバーとなる。肉体は、攻撃を受ける瞬間にレバーを背中側に入力する事で防御（攻撃を受け流す）が可能。
特定の場所に「アイドル」が隠されたダンジョンへの入り口が存在する。ダンジョンの最深部にはボスキャラが存在し、アイドルを守っている。アイドルは5つ存在し、次のダンジョンへの鍵となる他、全て揃える事でラストダンジョンへの鍵となる。
特定のキャラクターを倒すと、倒した相手に（自動的に）乗り移る。乗り移れる肉体は数種類存在し（後述）、それぞれ攻撃手段が異なる。武器や魔法で攻撃する肉体は、対応するアイテムを取得する事で、拳を使って攻撃する肉体は、敵戦士を倒す事でそれぞれパワーアップする。
暗黒要塞には破壊できる壁が存在し、アイテムが隠されている事がある。また、壁を崩す位置などを工夫する事によって階段を作り、先に進む為の手段とする場所も存在する。

### その他
- このゲームは、違う階層に移動する際、その度に「おまちください」という表示と共にローディングが実行される(操作ミスで画面を切り替えてしまった場合でも発生してしまう)。このようなローディングの多さは、ゲームのテンポを著しく損ねる要因となっており、Windows版（『RELICS ANTHOLOGY』収録版及びプロジェクトEGG版）では修正されている。
- 「ガンナー」には弾数制限が存在するが、弾が尽きても銃で殴る（攻撃）事が可能。
- ジャンプした後に攻撃ボタンを押し、アクションしたと同時に再びジャンプボタンを押す事で、2段ジャンプが可能になる。
- しゃがんで攻撃ボタンを押し、攻撃モーション時にジャンプボタンを押しっぱなしにする事で、武器を出したアクションの状態のまま、モーションを固定することが可能になる（うまくやれば連続攻撃状態となる）。

## 設定

### ストーリー
遥かな昔から存在し、争いを続ける「大いなる二つの意識」。その一つが「HELL」（ヘル）に宿り、地球を侵略してしまった。彼は、太古の昔に地球を訪れた二つの意識の片割れ「HEAVEN」（ヘブン）によって築かれた城を利用して「暗黒要塞」を建造し、更には銀河系を光で満たすという「輝きの王女」を捕らえ、最上階に閉じ込めた。「輝きの王女」が囚われた今、地球は、そして銀河系は暗黒に塗り潰されてしまうのだろうか…。

### 肉体（ボディ）
ブレードアーミー（Blade Army、体色：赤）
暗黒要塞に潜入した魂が、最初に手に入れた肉体。ヘル軍ソード隊の戦士で、要塞内の見回りが主な任務である。攻撃方法は剣で、剣のアイテムを手に入れる事で、パワーアップする。
アーマー（Armor、体色：白）
ヘル軍ソード隊の下士官（ソード隊分隊長）で、ソード隊選りすぐりの戦士。ブレードアーミーよりも体力、攻撃力に優れる。手にした剣で攻撃し、剣アイテムによってパワーアップする。
ファイター（Fighter、体色：黄）
ヘル軍特殊部隊の戦士で、常に拳で戦うよう訓練されている為に体力があり、動きも素早い。攻撃方法が拳の為、攻撃範囲は狭いが、他の戦士を倒せば倒すほど、パワーが上がっていく。この体質は、アラジ星域出身者の特色である。
ガンナー（Gunner、体色：緑）
ヘル軍突撃隊所属の戦士で、ライフルを使って攻撃する。ライフルは弾数制限があるが、普通の弾と強化弾を使用する事が出来る。体力が低い。
ソーサリー（Sorcerer、体色：橙）
ヘル軍かく乱部隊所属。体力は低いが、魔法を使う事で遠距離の敵を攻撃できる。ラザルス星域出身者の中でも、魔法に優れた者のみで組織されている。魔道書を取る事で攻撃力が上がる。また、アミュレットを取る事で、ソーサリーや、魔法を使う「マジシャン」の魔法から身を守る事が出来る。
聖なる戦士（Holy Soldier、体色：青）
要塞内のどこかに眠る戦士。「勇者の魂のみが、かの肉体に乗り移る事が出来る」と言い伝えられている。一振りの剣を持ち、インカムを身に着けている。剣のアイテムを取る事で、パワーアップする。

### アイドル
ダット　（DATT）
第一のダンジョンで入手するアイドルで、第二のダンジョンへの鍵となる。
アソック（ASOK）
第二のダンジョンで入手するアイドルで、第三のダンジョンへの鍵となる。
ラーヌア（LARNUA）
第三のダンジョンで入手するアイドルで、第四のダンジョンへの鍵となる。
ラーロ　（LAHRO）
第四のダンジョンで入手するアイドルで、第五のダンジョンへの鍵となる。
ヤロービ（YAROVI）
第五のダンジョンで入手する最後のアイドルで、5つのアイドルが全て揃う事で、ラストダンジョンへの鍵となる。

## 移植版
| No. | タイトル          | 発売日         | 対応機種 | 開発元       | 発売元             | メディア                         | 型式 | 備考                 |
| --- | ----------------- | -------------- | -------- | ------------ | ------------------ | -------------------------------- | ---- | -------------------- |
| 1   | RELICS ANTHOLOGY  | 2002年12月19日 | Windows  | ボーステック | ボーステック       | CD-ROM                           | -    |                      |
| 2   | レリクス 暗黒要塞 | 2007年12月11日 | Windows  | ボーステック | D4エンタープライズ | ダウンロード （プロジェクトEGG） | -    | 2010年2月2日に再配信 |

## 評価
- ゲーム誌『ファミコン通信』の「クロスレビュー」では、5・6・6・5の合計22点（満40点）となっている[7][4]。レビュアーからは「ロードがやたら多いのには閉口」、「1画面ごとの『おまちください』が気になりました」など、ロード回数の多さに関して否定的に評価された[7]。

- ゲーム誌『ファミリーコンピュータMagazine』の読者投票による「ゲーム通信簿」での評価は以下の通りとなっており、11.86点（満25点）となっている[5]。また、同雑誌1991年5月24日号特別付録の「ファミコンディスクカード オールカタログ」では、セーブ機能が搭載された事に関しては好意的に指摘したが、キャラクターの操作性の悪さやディスクを酷使する程のロード回数の多さについて「別の理由で話題になってしまった」と否定的に評価した[5]。

| 項目 | キャラクタ | 音楽 | 操作性 | 熱中度 | お買得度 | オリジナリティ | 総合  |
| 得点 | 2.88       | 2.30 | 1.73   | 2.19   | -        | 2.76           | 11.86 |

- ゲーム誌『ユーゲー』においてライターの飴尾拓朗は、一画面ごとにロードが発生する事やゲームバランスの悪さなどを指摘した上で、「発売当時はPC版のデキを期待したユーザーを落胆のドン底にたたき落とした」と否定的に評価した[6]。しかし一部ではゲーム内の世界観に魅了されたプレイヤーが存在した事を指摘し、「根性と気合でクリアできることがわかると、プレイする人間がわずかに増えた」と主張した[6]。

- ゲームムック『死ぬ前にクリアしたい200の無理ゲー ファミコン&スーファミ』では、「読み込み時間が異常なほどに長い」「ちょっと動くたびに8秒ほど待たされるため、ストレスが溜まりまくる作品になってしまった。キャラの動きもあまり良くない」と紹介された[1]。

## 関連作品
- 後年クエストから発売されたファミコンソフト『ダンジョンキッド』の戦闘BGMにこのゲームの曲が流用されている。
- 本作を原作としたゲームブックが存在する。本作を基盤として、PC版のテイストを加えたものであるが、経験値の数値（下一桁）などの要素によってエンディングが変化するマルチエンディングを採用している。
  - 勁文社『レリクス -闇からの侵略者-』 1987年5月 著：関島りょう子 /編：菊島恵三 580円 / ISBN 978-4766905496